# 楠城祐介
楠城 祐介（くすき ゆうすけ、1984年1月27日 - ）は、福岡県北九州市出身の元プロ野球選手（外野手）、指導者。
元プロ野球選手、元高校野球指導者の楠城徹は実父。

## 来歴・人物

### プロ入り前
ボーイズリーグ「北九州ファイターズ」に所属していた。父と同じく小倉高卒業後、1年間の浪人生活を経て青山学院大学に入学。野球部に入部後、捕手から外野手に転向し大﨑雄太朗、高市俊、横川史学、円谷英俊、小窪哲也と共に東都大学野球にてリーグ戦3連覇を達成した。大学選手権では3年時優勝、4年時準優勝という成績を残した。
リーグ通算52試合166打数40安打25打点4本塁打、打率.241。
大学卒業後は、社会人野球の松下電器（2008年10月にパナソニック野球部へ改称）で都市対抗野球出場、2008年度ドラフト会議で東北楽天ゴールデンイーグルスから5位指名を受け、11月25日に契約金5000万円、年俸1200万円で仮契約。右の長距離打者として期待されていた。2年前のドラフトでは大﨑雄太朗、横川史学、円谷英俊、高市俊も指名を受けており、青学大同級生で5人目となるプロ野球選手となった。

### 楽天時代

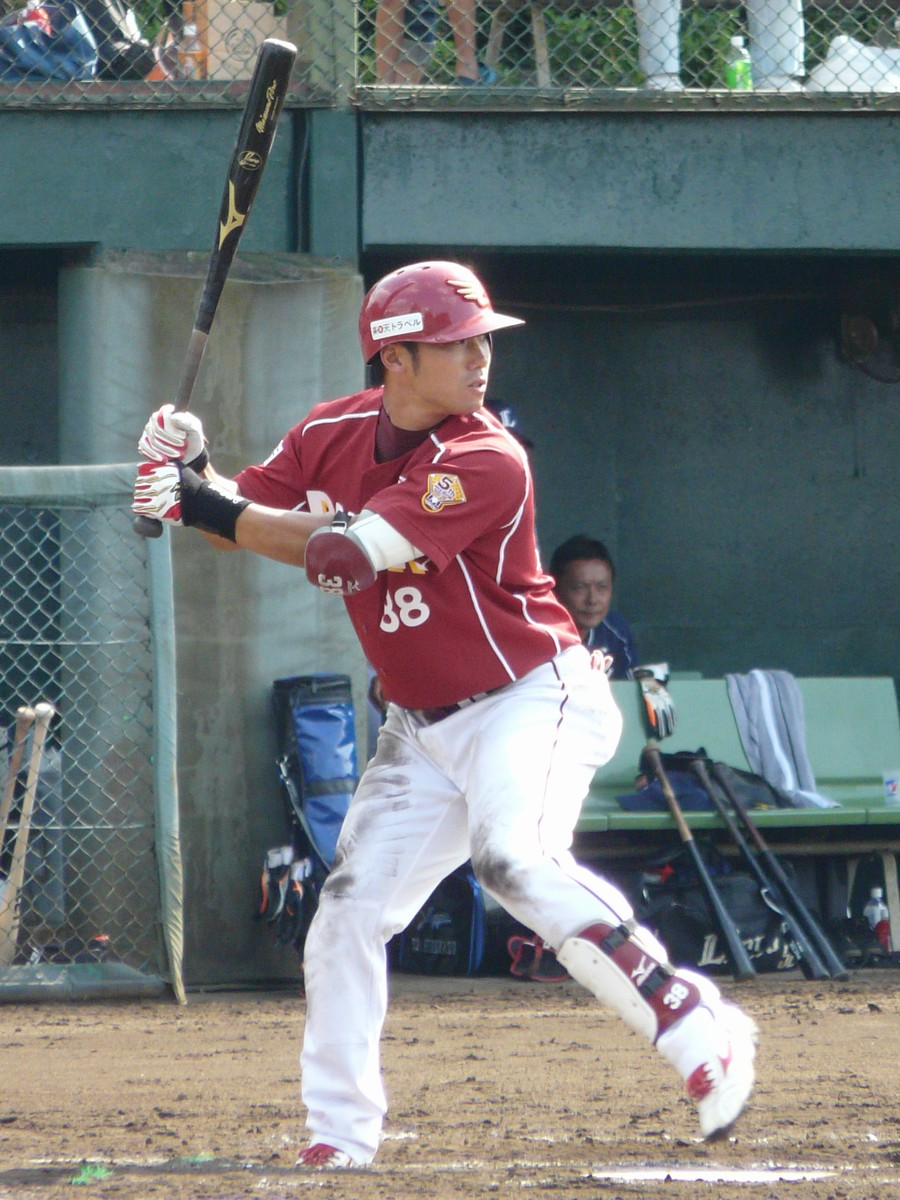
2009年8月24日（西武第二球場）

2009年、二軍ではフレッシュオールスター前まで規定打席には到達しなかったものの、60試合に出場。打撃の良さを評価され、フレッシュオールスターに選ばれる。試合では途中出場ながら3打数1安打と結果を残した。
2010年には一軍に初昇格、初出場を果たすも4試合の出場に留まった。
2011年、1月に結婚。同年シーズンでは一軍昇格を果たせなかった。オフの12月12日、橋本義隆との交換トレードで東京ヤクルトスワローズへ移籍した。

### ヤクルト時代
2013年、二軍戦では63試合に出場し、自身最高となる打率.312を記録し6本塁打を放つ活躍を見せた。しかし、ヤクルト時代は一度も一軍昇格を果たせず、同年10月8日に球団事務所にて戦力外通告を受けた。

### ヤクルト退団後
退団後の2014年からは新規開校の野球スクール「ベースボールわくわく塾」のコーチを六角彩子らとともに2016年途中まで務めた。
2016年2月に学生野球資格を回復し、同年4月より、実父の楠城徹が監督を務める九州国際大学付属高等学校硬式野球部のコーチに就任した。2023年8月24日、父の楠城徹の退任に伴い、同校硬式野球部の監督に就任したことが公表された。

## 詳細情報

### 年度別打撃成績
| 年 度     | 球 団     | 試 合 | 打 席 | 打 数 | 得 点 | 安 打 | 二 塁 打 | 三 塁 打 | 本 塁 打 | 塁 打 | 打 点 | 盗 塁 | 盗 塁 死 | 犠 打 | 犠 飛 | 四 球 | 敬 遠 | 死 球 | 三 振 | 併 殺 打 | 打 率 | 出 塁 率 | 長 打 率 | O P S |
| --------- | --------- | ----- | ----- | ----- | ----- | ----- | -------- | -------- | -------- | ----- | ----- | ----- | -------- | ----- | ----- | ----- | ----- | ----- | ----- | -------- | ----- | -------- | -------- | ----- |
| 2010      | 楽天      | 4     | 9     | 9     | 0     | 1     | 0        | 0        | 0        | 1     | 0     | 0     | 0        | 0     | 0     | 0     | 0     | 0     | 3     | 0        | .111  | .111     | .111     | .222  |
| 通算：1年 | 通算：1年 | 4     | 9     | 9     | 0     | 1     | 0        | 0        | 0        | 1     | 0     | 0     | 0        | 0     | 0     | 0     | 0     | 0     | 3     | 0        | .111  | .111     | .111     | .222  |

### 年度別守備成績
| 年 度 | 球 団 | 外野  | 外野  | 外野  | 外野  | 外野  | 外野     |
| 年 度 | 球 団 | 試 合 | 刺 殺 | 補 殺 | 失 策 | 併 殺 | 守 備 率 |
| ----- | ----- | ----- | ----- | ----- | ----- | ----- | -------- |
| 2010  | 楽天  | 4     | 2     | 0     | 0     | 0     | 1.000    |
| 通算  | 通算  | 4     | 2     | 0     | 0     | 0     | 1.000    |

### 記録
- 初出場：2010年4月28日、対福岡ソフトバンクホークス8回戦（福岡Yahoo! JAPANドーム）、8回表に横川史学の代打で出場
- 初打席：同上、8回表に髙橋秀聡から二邪飛
- 初先発出場：2010年5月2日、対オリックス・バファローズ9回戦（クリネックススタジアム宮城）、8番・左翼手で先発出場
- 初安打：同上、2回裏に伊原正樹から中前安打

### 背番号
- 38 （2009年 - 2011年）
- 56 （2012年 - 2013年）

### 登場曲
- 「ただ、ありがとう」 MONKEY MAJIK